# 顶囊藻属
顶囊藻属（学名：Acrocystis）是松节藻科下的一个属。

## 下属物种
本属包括以下物种：
- 顶囊藻 Acrocystis nana Zanardini, 1872